# Tartegnin
Tartegnin ist eine politische Gemeinde im Distrikt Nyon des Kantons Waadt in der Schweiz.

## Geographie
Tartegnin liegt auf 492 m ü. M., 11 km nordöstlich des Bezirkhauptortes Nyon (Luftlinie). Das Weinbauerndorf erstreckt sich leicht erhöht am unteren Südhang der Waadtländer Côte inmitten der Rebhänge am Dorfbach Flon, in aussichtsreicher Lage rund 120 m über dem Seespiegel des Genfersees.
Die Fläche des nur gerade 1,1 km² grossen Gemeindegebiets umfasst einen Abschnitt im zentralen Teil der Waadtländer Côte. Der Gemeindeboden erstreckt sich in einem schmalen Streifen vom Hangfuss nordwärts über den Rebhang und den anschliessenden waldbedeckten Steilhang bis auf die Höhe bei La Gillière. Hier wird mit 810 m ü. M. der höchste Punkt von Tartegnin erreicht. Die östliche Grenze bildet der Bach Flon. Von der Gemeindefläche entfielen 1997 7 % auf Siedlungen, 40 % auf Wald und Gehölze und 53 % auf Landwirtschaft.
Zu Tartegnin gehören einige Weingüter. Die Nachbargemeinden von Tartegnin sind im Westen Gilly, im Norden und Osten Essertines-sur-Rolle, im Südosten Mont-sur-Rolle und im Süden Rolle.

## Bevölkerung
Mit 250 Einwohnern (Stand 31. Dezember 2023) gehört Tartegnin zu den kleinen Gemeinden des Kantons Waadt. Von den Bewohnern sind 86,1 % französischsprachig, 4,1 % englischsprachig und 3,6 % portugiesischsprachig (Stand 2000). Die Bevölkerungszahl von Tartegnin belief sich 1900 auf 174 Einwohner. Nachdem die Bevölkerung bis 1980 auf 130 Einwohner abgenommen hatte, wurde seither wieder eine deutlich steigende Tendenz beobachtet.

## Wirtschaft
Tartegnin war bis Mitte des 20. Jahrhunderts ein vorwiegend durch die Landwirtschaft geprägtes Dorf. Noch heute spielt die Landwirtschaft als Erwerbszweig der Bevölkerung eine wichtige Rolle. Am gesamten Hang der Côte unterhalb einer Höhe von 550 bis 600 m ü. M. wird Weinbau betrieben. Weitere Arbeitsplätze sind im Dienstleistungssektor vorhanden. In den letzten Jahrzehnten hat sich das Dorf dank seiner attraktiven Lage zu einer Wohngemeinde entwickelt. Viele Erwerbstätige arbeiten auswärts und pendeln teilweise bis in die Städte Lausanne und Genf.

## Verkehr
Die Gemeinde ist verkehrstechnisch gut erschlossen. Sie liegt etwas oberhalb der Hauptstrasse, die von Nyon entlang den Hängen der Côte nach Aubonne führt. Der Autobahnanschluss Rolle an der 1964 eröffneten A1 (Genf-Lausanne) ist rund 2 km vom Ort entfernt. Durch den Postautokurs, der von Rolle nach Gland verkehrt, ist Tartegnin an das Netz des öffentlichen Verkehrs angebunden.

## Geschichte
Im 11. Jahrhundert wird der Ort unter dem Namen Tritiniaco erstmals erwähnt. Später erschienen die Bezeichnungen Tertygnens (1265) und Tertinnie. Tartegnin gehörte seit dem Mittelalter zur Herrschaft Mont-le-Vieux. Mit der Eroberung der Waadt durch Bern im Jahr 1536 kam das Dorf unter die Verwaltung der Vogtei Morges. Nach dem Zusammenbruch des Ancien Régime gehörte Tartegnin von 1798 bis 1803 während der Helvetik zum Kanton Léman, der anschliessend mit der Inkraftsetzung der Mediationsverfassung im Kanton Waadt aufging. 1798 wurde es dem Bezirk Rolle zugeteilt.

## Sehenswürdigkeiten
Tartegnin besitzt einen kompakten Ortskern mit mehreren typischen Weinbauernhäusern aus dem 17. bis 19. Jahrhundert. Der Ort hat keine eigene Kirche, er gehört zur Pfarrei Gilly.